# John Berg (politiker)
Karl Johan (John) Berg, född 28 januari 1819 i Stockholm, död 25 februari 1905 i Stockholm, var en svensk ämbetsman och politiker.
Berg blev revissionssekreterare 1855 och expeditionschef i justitiestatsexpeditionen 1858 och justitieråd 1859. I 1865 år unionskommitté inlade han tillsammans med Albert Björck från svensk sida det största arbetet i förslaget. 1868–1875 var han konsultativt statsråd, och därefter 1875–1880 tillförordnad och 1880–1889 ordinarie president i Svea hovrätt. Han var samtidigt 1875–1883 ordförande i Nya lagberedningen och 1884–93 ledamot i Förstärkta lagberedningen. 1876–1882 var han konservativ ledamot av andra kammaren. Han skrev 2 egna motioner i riksdagen en om ålderstillägg till häradshövdingar och en om förluster vållade av felaktig ämbetsförvaltning. 
År 1887 utnämndes John Berg till riddare av Serafimerorden.